# Ottomaans Egypte
| Prehistorisch Egypte pre–3100 v. Chr. |
| Oude Egypte Proto-dynastieke periode 3200-3032 v.Chr. Vroeg-dynastieke periode 3032–2686 v. Chr. Oude Rijk 2686–2181 v. Chr. Eerste tussenperiode 2181–2055 v. Chr. Middenrijk 2055–1650 v. Chr. Tweede tussenperiode 1650–1550 v. Chr. Nieuwe Rijk 1550–1069 v. Chr. Derde tussenperiode 1069–664 v. Chr. Late periode 664–332 v. Chr. |
| Grieks Egypte 332–30 v. Chr. Alexandrijnse Oorlog 48 v. Chr. |
| Romeins Egypte 30 v. Chr.–640 CE |
| Vroeg-islamitisch Egypte 640-1517 Kruisvaardersinvasie van Egypte 1154-1169 |
| Ottomaans Egypte 1517–1867 Franse bezetting 1798–1801 Semi-autonome provincie 1801-1882 Kedivaat Egypte 1867–1914 |
| Modern Egypte Britse overheersing 1882–1953 Sultanaat Egypte 1914–1922 Egyptische Revolutie van 1919 Koninkrijk Egypte 1922–1953 Egyptische Revolutie van 1952 |
| Republiek 1953–nu Vrije Officieren en Nasser 1952-1970 Verenigde Arabische Republiek 1958–1961 Verenigde Arabische Staten 1958–1961 Egypte onder Sadat 1970-1981 Egypte onder Moebarak 1981-2011 Egyptische Revolutie van 2011 Protesten en staatsgreep in 2013                                                                         |
| Portaal Geschiedenis Portaal Egypte |

De periode van Ottomaans Egypte (Osmaans: ایالت مصر, Eyālet-i Mıṣr) is in de geschiedenis van Egypte de periode na de Mammelukkensultanaat Caïro. Het duurde formeel tot 1914, maar in 1867 kwam Egypte onder Britse invloed.

## Ottomaanse Rijk

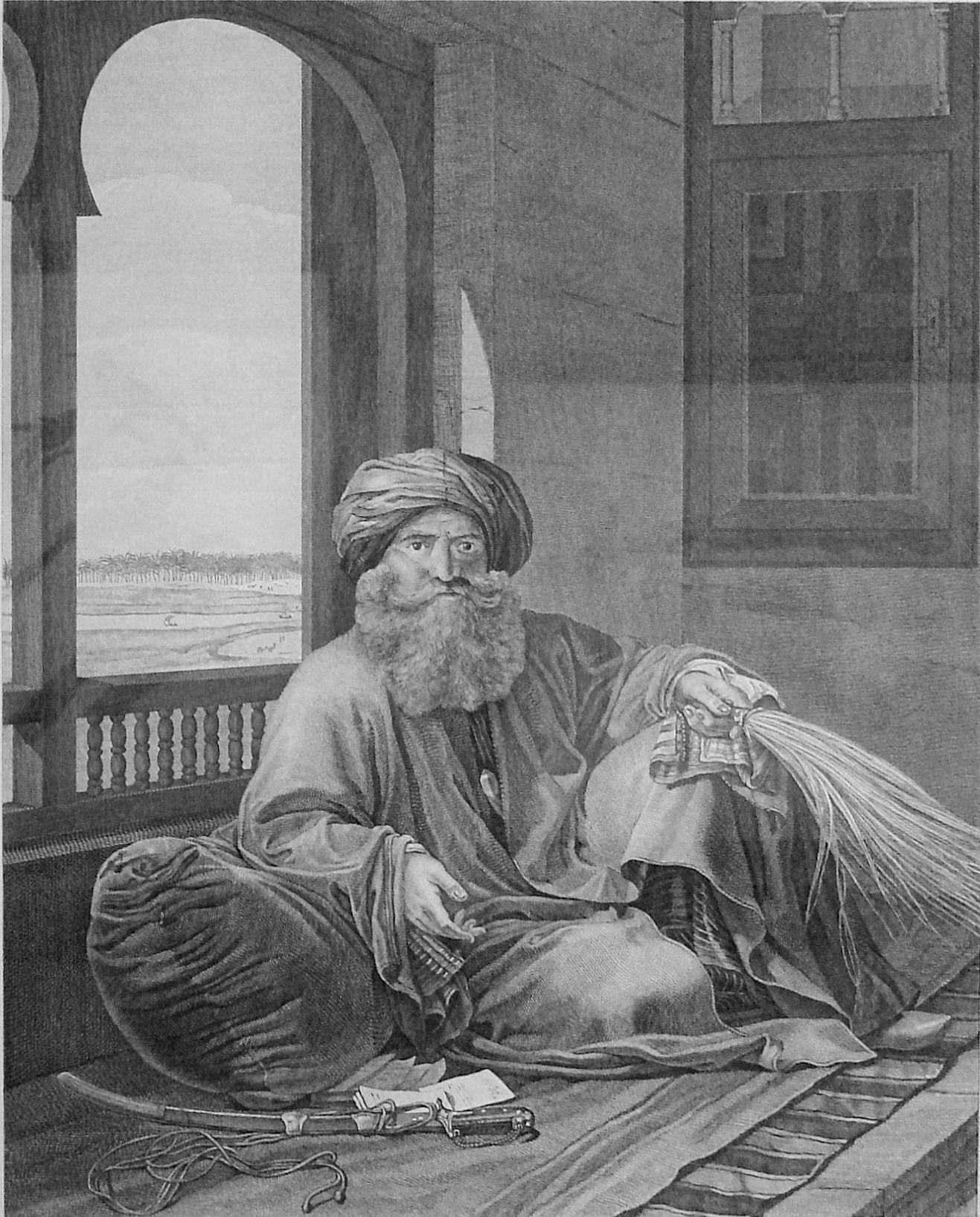
Murad Bey (ca. 1750-1801), Mamlukse cavaleriecommandant van Georgische afkomst, de facto heerser over Egypte, de laatste jaren voor 1798, samen met Ibrahim Bey. Getekend door Dutertre in Description de l’Égypte, 1809

### Zestiende eeuw
De Ottomaanse sultan Selim I was een erg gelovig soennitische moslim en probeerde alle moslims onder één bewind te krijgen. De opzet was zichzelf tot kalief uit te roepen. In 1516 begon hij met de verovering van Syrië, Palestina en liet de gevangengenomen laatste Abbaside kalief, Al-Mutawakkil III, in 1517 van Cairo naar Constantinopel brengen en maakte een einde aan de Mammelukkensultanaat Caïro in  Egypte. Na 1517 trokken vele geleerden en ambachtslieden uit Caïro weg naar de Ottomaanse hoofdstad Constantinopel die nu Istanboel genoemd werd. Caïro verloor zijn vooraanstaande positie aan het expanderende en florerende Istanboel, maar bleef toch een belangrijk economisch en cultureel centrum, met transithandel van koffie en textiel uit India naar Anatolië, Noord-Afrika en de Balkan, en ook wel handel met de rest van Europa, vooral Frankrijk, bijvoorbeeld in specerijen, textiel, rijst, tarwe, suiker.

### Zeventiende eeuw
Handel met zwart Afrika in goud, ivoor, laken, specerijen, koffie en slaven bleef onverminderd bloeien.
Het systeem van ‘belasting verpachten’ (tax farming) waarbij de Ottomaanse regering het recht om belasting te innen verpachtte aan Mamlukken en oelama (moslimgeleerden) leidde echter tot uitbuiting van boeren, ambachtslieden en kooplui. Boeren die hun belastingen niet konden opbrengen verlieten hun dorpen en werden nomaden. Ook de rivaliteit tussen Mamlukken onderling, en tussen hen en de Ottomaanse gouverneurs, verarmde het land.

### Achttiende eeuw
Eind 18e eeuw was Egypte armer, en geïsoleerder van Europa en de landen oostwaarts, dan drie eeuwen eerder. De bevolking, ooit tien miljoen, telde tegen 1798 vier miljoen zielen.
Er waren echter ook tekenen van terugkerende Egyptische zelfstandigheid en zelfbewustheid.
Twee Mamlukse krijgsheren, Ali Bey Al-Kabir (1760-'72) en Muhammad Abu al-Dhabab ('72-'75) wisten tijdelijk de macht over Egypte te ontrukken aan de Ottomanen en lieten een centraal bestuur over Egypte, los van Constantinopel, vrij goed functioneren. Sommige etnische Egyptenaren werkten zich op tot grootgrondbezitter; de al-Azhar-universiteit beleefde een renaissance; intussen bleven de oelama recht spreken en openbare orde handhaven.

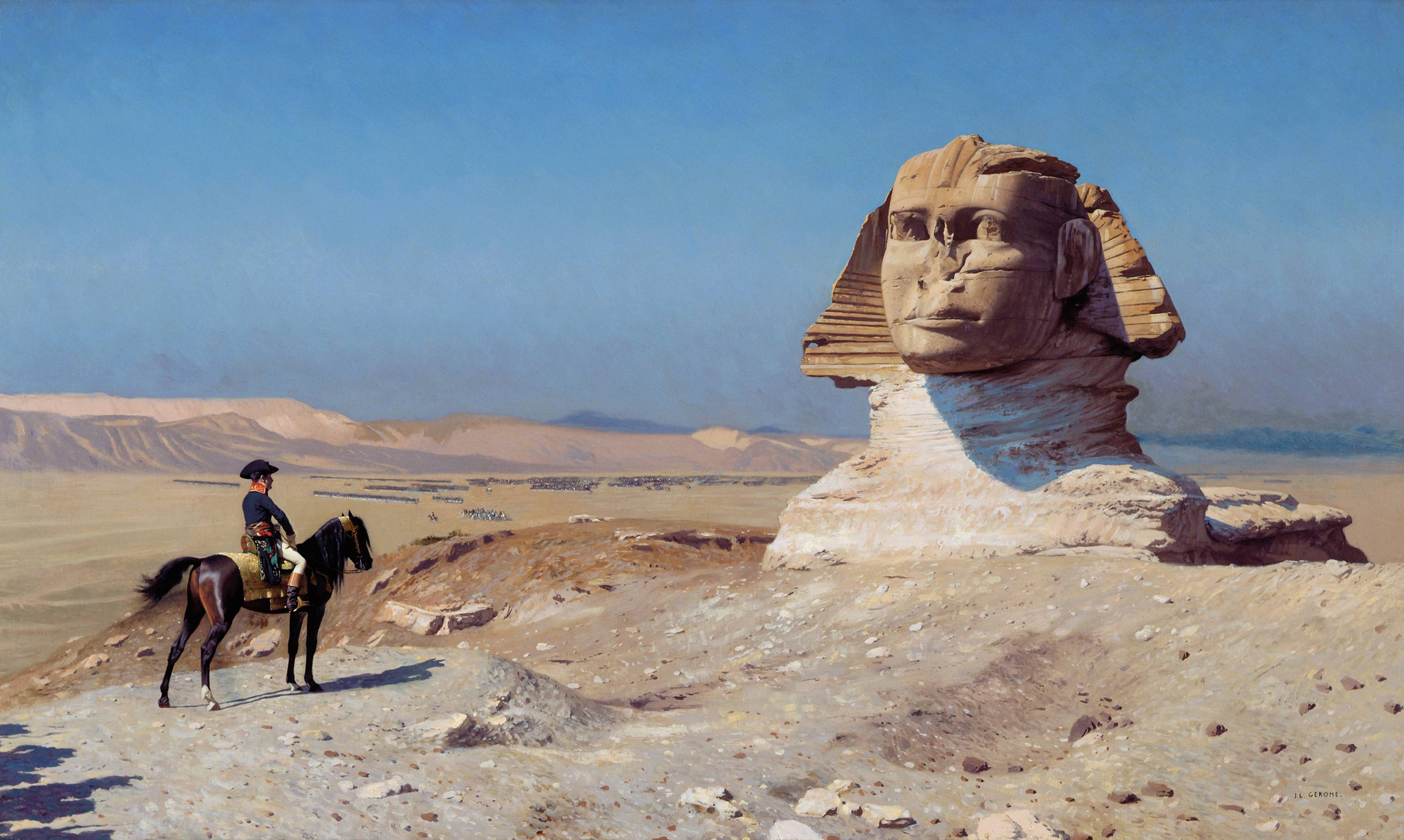
Bonaparte voor de Sfinx, Jean-Léon Gérôme, 1867-1868

## Franse bezetting (1798-1801)

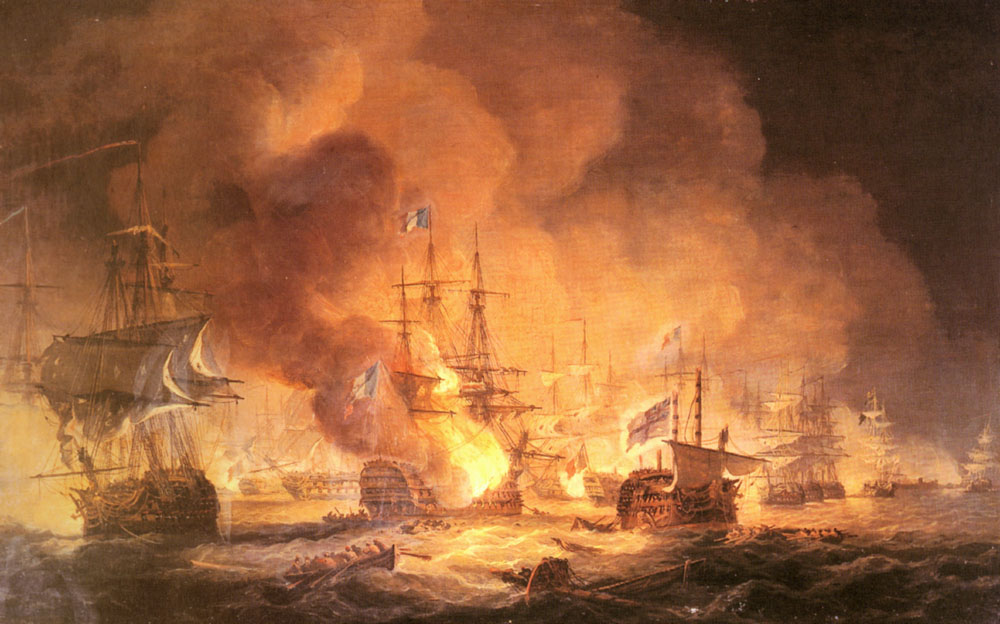
De Britten, geleid door Horatio Nelson, verslaan de Fransen in de Slag op de Nijl (1 augustus 1798). Luny Thomas, 1834.

De Expeditie van Napoleon naar Egypte had een dubbel doel, een manier om Napoleon ver buiten het machtscentrum in Parijs te brengen en een studie om de Rode Zee te bereiken en zo de maritieme en economische hegemonie van het Britse Rijk te breken. In april 1798 voer de Franse generaal Napoleon Bonaparte de haven van Toulon uit met een vloot van 13 linieschepen, 42 fregatten en 130 transportschepen, met aan boord 34.000 soldaten en matrozen, 700 paarden en meer dan 1000 stukken veldgeschut. 1 juli landde hij bij Alexandrië. De met hun zwaard zwaaiende Mamlukken op hun paarden dolven het onderspit tegen de modern bewapende Fransen, die op 21 juli Caïro innamen.
Napoleon stelde een regeringsraad in, bestaande uit oelama en afstammelingen van de profeet Mohammed.
Na twee maanden was er rebellie van koopmansgildes en soefi-broederschappen tegen de Franse bezetters. De Fransen openden vanaf de citadel van Caïro het vuur op moskeeën.
Onder leiding van admiraal Horatio Nelson vond op op 1 augustus 1798 de Slag bij de Nijl plaats. Napoleons vloot was bij deze Britse overwinning vrijwel vernietigd. In juli 1799 probeerden de Ottomanen tevergeefs met een leger te landen bij Abu Qir. In maart 1801 wist een gezamenlijke Brits-Ottomaanse legermacht de Fransen te verslaan en verjagen. Vervolgens vertrokken ook de Britten, en bleef een Ottomaans bezettingsleger achter om de orde te herstellen.

## Egypte als semiautonome Ottomaanse provincie (1801-1882)

### Mehmet Ali (1801-’48)
Van 1801 tot 1805 streden de Mamlukse facties om de macht in Egypte, en verzwakten daarmee elkaar en zichzelf.
Een ondercommandant in het Ottomaanse bezettingsleger, vermoedelijk van Albanese afkomst, Mohammed ‘Ali, beter bekend onder zijn Turkse naam Mehmet Ali, wist intussen de steun te winnen van de oelama en de gildes, en kreeg van de sultan in Istanboel gedaan, dat die hem in 1805 benoemde tot nieuwe wāli (= gouverneur) over Egypte.
Tot zijn dood zou zijn grootste zorg zijn: die macht te behouden.
In dat kader zou Mehmet in 1811 ongeveer 470 Mamlukken vermoord hebben tijdens een banket in de citadel van Caïro 

#### Westerse invloeden
Van hoge belastingheffingen bij de boeren financierde Mehmet Ali een sterk leger. Zijn regering voerde staatsplanning van de landbouwsector in: verstrekking van zaaigoed, gereedschap, mest, irrigatie, het plannen van de agrarische productie, en het bepalen van de prijzen die boeren moesten ontvangen voor hun producten.
Later liet hij Franse ingenieurs kanalen, dammen, stuwen, sluizen en nieuwe irrigatiesystemen aanleggen. De agrarische sector bloeide op.
Mehmet voerde meer westerse vernieuwingen in: rivierhavens, pakhuizen, katoenontkorrelmachines, suikerraffinaderijen, etc. Ook probeerde hij industrieën naar westers voorbeeld van de grond te krijgen, maar dit sloeg nauwelijks aan. Wel kwamen technische scholen van de grond, en opleidingen voor geneeskunde, talen, administratie, en kunstonderwijs.

#### Lossere band met Turkije

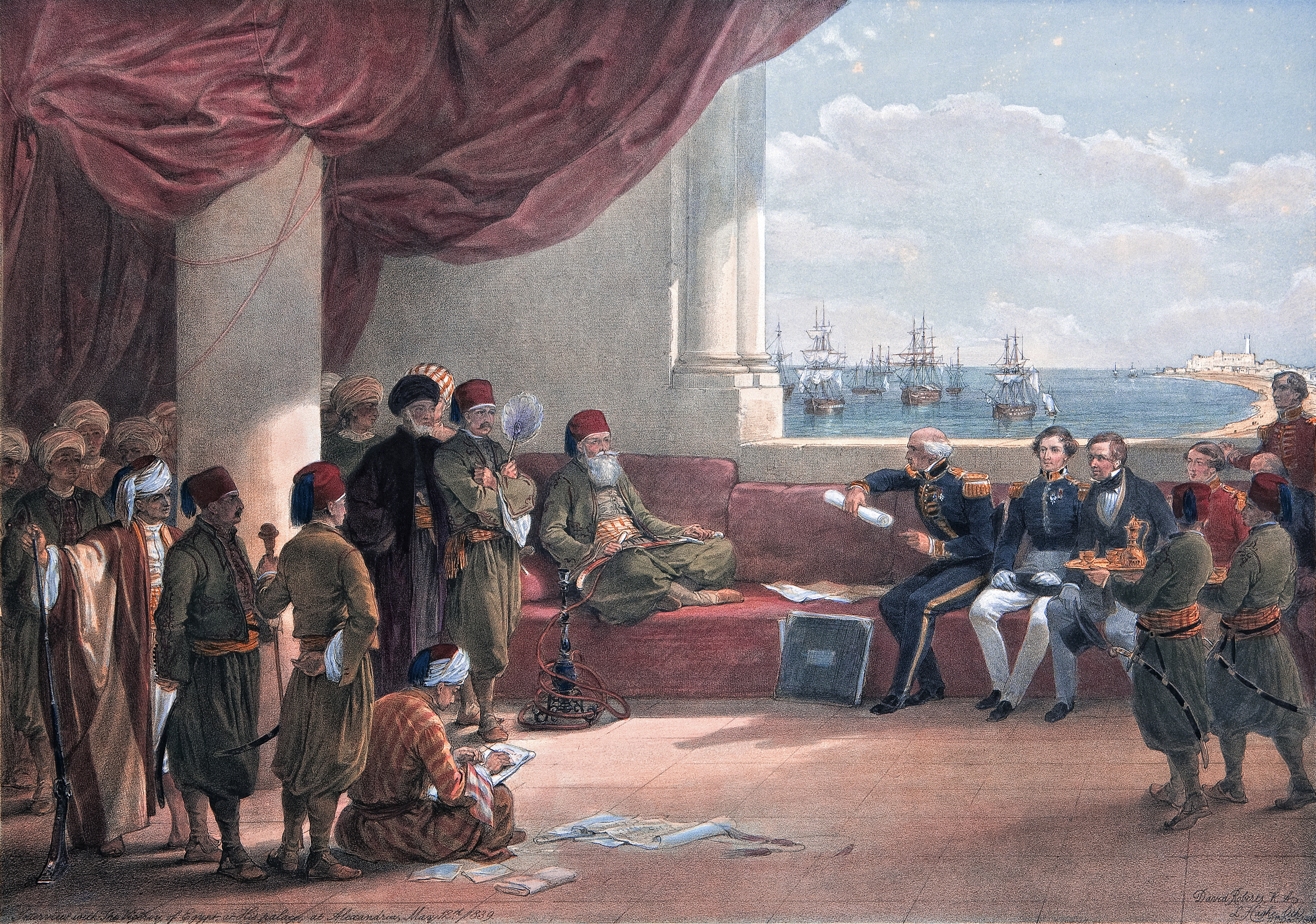
Mehmet Ali ontvangt de Britse admiraal Codrington in zijn paleis in Alexandrië, 1839. Naar David Roberts (1796-1864)

Mehmet's leger werd het sterkste van het Midden-Oosten. In 1811-1818 heroverde hij voor de Ottomanen Mekka en Medina. In 1821 bracht hij een deel van Soedan onder zijn controle, in het noorden werd de provincie Nubië met Khartoem als provinciehoofdstad ingericht, en in het midden Kordofan met hoofdstad El Obeid. Hiervandaan werden slavenraids uitgevoerd naar Zuid-Soedan.
In 1825 steunde zijn zoon Ibrahim Pasja tevergeefs de Ottomanen in hun strijd tegen de Griekse onafhankelijkheid.
In 1831-'33 veroverde Ibrahim, met enige steun van Frankrijk, heel Syrië (oftewel de Levant) en een deel van Anatolië van, nota bene, zijn eigen Ottomaanse sultan.
Het Turkse Rijk dreigde te vallen en sloot ter overleving een verdrag met Rusland (1833).
Groot-Brittannië zag nu, dat zowel Rusland zijn invloed in de oostelijke Middellandse Zee vergrootte via Turkije, als Frankrijk via Egypte, en vreesde daar nadelen van. Eerst sloten de Britten daarom in 1838 een handelsverdrag met de Ottomanen. Vervolgens eisten de Britten met alle Europese machten behalve Frankrijk in 1839 dat Egypte zich zou terugtrekken uit Syrië. Mehmet en Ibrahim weigerden. Daarop bombardeerden de Britten Akko en dreigden met invasie van Syrië.
Na onderhandelen werd het Verdrag van Londen van 1840 overeengekomen, waarin Mehmet Ali beloofde zijn troepen uit Syrië terug te trekken, in ruil voor erkenning door het Ottomaanse Rijk en de Europese machten van Egypte als bevoorrechte autonome provincie van het Ottomaanse Rijk onder bestuur van Mehmet en z'n nakomelingen.

### Abbas Hilmi I en Said (1848-’63)

#### Spoorlijn, Suezkanaal
Mehmet Ali werd opgevolgd door zijn kleinzoon Abbas Hilmi I.
Nadat de Britten in 1836 een postkoetsverbinding tussen Caïro en Suez (150 km) hadden ingesteld, gaf in 1851 Abbas Hilmi de Britten toestemming een spoorlijn aan te leggen tussen Alexandrië en Caïro (200 km). Daarmee ontstond een handelsroute tussen Engeland en zijn koloniën in India, die nog maar zes weken vergde, half zo lang als de zeeroute via Kaap de Goede Hoop.
Op zijn beurt werd Abbas Hilmi in 1854 opgevolgd door zijn oom Said. De Fransman Ferdinand de Lesseps, jeugdvriend van Said, kreeg dat jaar toestemming van hem om het Suezkanaal te graven. De maatschappij SUEZ financierde de aanleg met uitgifte van aandelen, die wereldwijd werden verkocht.

#### Verarming islamitische Egyptenaren
De handelsovereenkomst tussen Engeland en het Ottomaanse Rijk, het verdrag van Balta Liman uit 1838, die sinds 1840 ook voor Egypte gold, hield in dat Britse fabrieksproducten met verlaagde invoerheffingen naar deze landen mochten worden geëxporteerd. Deze regeling ondermijnde de lokale Egyptische ambachten en handelsgildes en frustreerde de ontwikkeling van eigen Egyptische industrie.
Daarnaast hield de overeenkomst in, dat Britten, gevestigd in Ottomaans gebied, ontheven waren van de lokale wetten en belastingen, tenzij hun eigen regering akkoord was gegaan met die wetten of belastingen. Deze regeling heet in het Engels de  Capitulations of the Ottoman Empire. Later sloot de Turkse sultan zulke Capitulations ook met andere westerse landen.
Een gevolg hiervan was, dat Europese ondernemers, ingenieurs en leraren in Egypte kanalen, waterleiding en modern onderwijs kwamen helpen realiseren.
Deze ondernemers huurden echter vaak Egyptische minderheden zoals Armeniërs en Joden in als lokale vertegenwoordigers, en boden hen een Europese nationaliteit aan, waardoor zij meeprofiteerden van de legale en fiscale voordelen van de Westerlingen.
Daarnaast kwamen dankzij de Capitulations ook armere Europeanen ongestoord een bestaan in Egypte opbouwen als aandelenspeculant, zwendelaar of handelaar in onzedelijke artikelen.
Deze twee bijeffecten werkten discriminerend en concurrentievervalsend voor de autochtone islamitische Egyptenaren, en daarmee vaak nadelig voor hun levensomstandigheden.

### Ismail en Tawfiq (1863-1882)

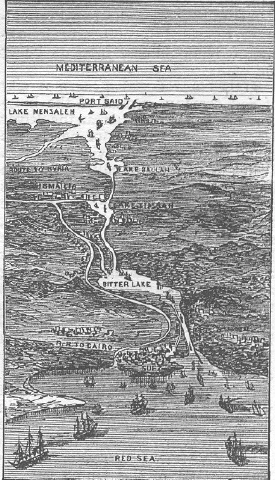
Tekening van het Suezkanaal, 1881

#### Expansie en financieel wanbeleid
Nadat Said al geld was gaan lenen van Europese bankiers leende zijn opvolger, neef (oomzegger) Ismail Pasha, vanaf 1863 grote bedragen in het buitenland, en hij liet de staatsschuld astronomisch stijgen. Zijn uitgavenpatroon was bedenkelijk. Bruggen, spoorlijnen, havens, telegraaflijnen waren verstandige investeringen; het Egyptisch Museum, de Opera van Caïro, het gigantische feest in 1869 met alle Europese koningshuizen en andere upper-class ter viering van de opening van het Suezkanaal, gaven Egypte een autonomer en in Europese ogen ‘beschaafder’ imago.
Maar Ismail besteedde ook geld aan leger en marine en veroveringen in Afrika, aan paleizen en jachten, z'n kameraden en z’n echtgenotes, aan omkopen van journalisten en Turkse politici, en het ‘kopen’ van zijn nieuwe titel kedive (= prins) in 1866. In 1871 werd Zuid-Soedan veroverd en de provincie Equatoria gesticht. In 1874 werd Darfur ingelijfd, waardoor geheel hedendaags Soedan onder Egyptisch gezag stond. In 1875 verkocht Ismail zijn aandelen in het Suezkanaal aan Britten om zijn schulden te kunnen aflossen.

#### Europees ingrijpen

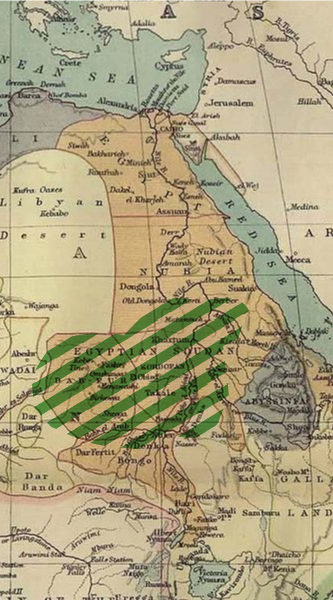
Egypte tussen 1874 en 1888 in beige. In zijn grootste omvang reikte Egypte van de Middellandse zee tot het Albertmeer. Groen gearceerd het gebied van de Mahdi-opstand sinds 1881

In 1876 oordeelde een Britse onderzoekscommissie desondanks dat Egypte op weg was naar een bankroet. Kedive Ismail stemde in met een schuldsaneringscommissie bestaande uit Britten, Fransen, Italianen en Oostenrijkers. In 1877 droeg Ismail de controle over het hele Egyptische financiële beleid over aan een comité van Britten en Fransen, de zogenaamde dual control. Toen ook dat niet hielp nam hij in 1878 een Brit en een Fransman op in zijn regering.
De ontluikende middenklasse van goed opgeleide Egyptenaren was deze groeiende Brits/Franse inmenging in hun landsbestuur een doorn in het oog. In 1879 organiseerde ze straatprotest. Ismail bond in, ontsloeg de Britse en de Franse minister weer en schrapte bezuinigingen die de Europeanen hadden geëist.
De Europese machten hadden er geen vertrouwen meer in dat het nog goed zou komen met de 93 miljoen Egyptische ponden staatsschuld, en gaven in 1879 de Turkse sultan de opdracht, Ismail af te zetten en diens zoon Tawfiq als kedive aan te stellen.

#### Revolutie van Urabi
Na de Europese ‘regieaanwijzing’ aan Istanboel in 1879 was het duidelijk dat de nieuw aangetreden kedive Tawfiq nog slechts een pion was in het spel van de grote Europese machten. Tawfiq probeerde dus weer netjes de Britten en Fransen te gehoorzamen die zeer stringente bezuinigingen eisten.
De bezuinigingen raakten de gewone Egyptenaren, en de autochtoon-Egyptische officieren en dienstplichtigen in het leger, hard. 
Januari 1881 protesteerde kolonel Ahmed Urabi bij premier Riyad en kedive Tawfiq tegen het ontslag van vele autochtoon-Egyptische officieren. 
Urabi en twee medestanders werden gearresteerd. Oorlogsminister Rifqi wilde hen berechten voor de krijgsraad. De manschappen van Urabi en medestanders bestormden het ministerie om hen te redden, en verhinderden zo de krijgsraadzitting. Urabi en medestanders kregen gedaan dat honderden ontslagen officieren terug in dienst werden genomen en een democratischer grondwet werd geschreven.
9 september 1881 eiste Urabi het ontslag van de regering-Riyad Pasha. In een nieuwe regering werd vervolgens Urabi zelf aangesteld als onderminister van Oorlog. 
Soedan werd intussen vanaf 1881 stapsgewijs geheel ingenomen door Mahdi-opstandelingen onder leiding van Mohammed Ahmad ibn Abd Allah (zie Mahdi-opstand).
In november 1881 werd de nieuwe grondwet afgekondigd, waarna verkiezingen volgden, en de opening van de eerste Egyptische volksvertegenwoordiging met wetgevende bevoegdheden.
Begin 1882 werd Urabi minister van Oorlog. Vervolgens gingen er geruchten over plannen om de kedive omver te werpen. 
Nu vreesden de Britten en Fransen en andere Europeanen voor de waarde van hun investeringen in Egypte, voor de afbetaling van de Egyptische staatsschulden, en voor de veiligheid van het Suezkanaal.
In mei 1882 vroegen Londen en Parijs om de afzetting en verbanning van Urabi.
Het Verenigd Koninkrijk en Frankrijk dreigden te interveniëren om kedive Tawfiq te steunen, en dirigeerden oorlogsschepen naar de oostelijke Middellandse Zee.
Urabi vreesde een Europese invasie en beschuldigde de kedive van collaboratie met zulke invasieplannen. Kedive Tawfiq herbenoemde Urabi als minister van Oorlog; vluchtte toen naar Alexandrië om bescherming van Europese marinevloten te zoeken.
In juni 1882 kwam het in Alexandrië tot een botsing en rellen tussen geprivilegieerde Europese immigranten en islamitische Egyptenaren. De Egyptische regering sloeg deze rellen neer; 3000 Egyptenaren en 50 Europeanen kwamen daarbij om. Britse oorlogsschepen verschenen in de haven van Alexandrië en eisten dat Urabi zijn kustdefensie ontmantelde; die weigerde dat. Toen bombardeerden de Britten de fortificaties aan de kust van Alexandrië en landden in Egypte (zie verdere geschiedenis in Egypte onder Britse overheersing), wat het begin zou blijken van een lange Britse bezetting.
De hierop volgende periode in de geschiedenis van Egypte is die van Egypte onder Britse overheersing.